# مورغان كاربنتر
مورغان كاربنتر (بالإنجليزية: Morgan Carpenter)‏ هو ناشط أسترالي، ولد في 1966.

## وصلات خارجية
- الموقع الرسمي